# Shottermill
Shottermill är en ort i civil parish Haslemere, i distriktet Waverley, i grevskapet Surrey, i England. Shottermill var en civil parish 1896–1933 när blev den en del av Haslemere. Civil parish hade 2 440 invånare år 1931.